# Stalać
Stalać (en serbe cyrillique : Сталаћ) est une localité de Serbie située dans la municipalité de Ćićevac, district de Rasina. Au recensement de 2011, elle comptait 1 521 habitants.
Stalać, officiellement classé parmi les villages de Serbie, est situé sur les rives de la Južna Morava, tout près de l'endroit où cette rivière rejoint la Zapadna Morava pour former la Velika Morava (« la grande Morava »).

## Démographie

### Évolution historique de la population
| 1948  | 1953  | 1961  | 1971  | 1981  | 1991  | 2002  | 2011  |
| ----- | ----- | ----- | ----- | ----- | ----- | ----- | ----- |
| 1 995 | 2 077 | 2 137 | 2 087 | 2 150 | 2 048 | 1 828 | 1 521 |

|  |